# Гаель Мокаер
Гаель Мокаер (фр. Gaël Mocaër) — французький кінорежисер. 

## Життєпис
Гаель Мокаер народився 24 листопада 1972 року в місті Байонна (Франція). Дитинство Мокера пройшло у Франції та Африці. Був режисером документальних фільмів і військовим журналістом у таких країнах, як Мадагаскар, Ліван, Ірак та Україна. 
У 2009 році, разом із фотографом Юрієм Білаком, приїздить до України, де починає зйомки фільму «День шахтаря». Зйомки завершилися у 2013 році. 
З 2010 року – головний режисер документального серіалу про Гвінею «Кіндія».

## фільмографія
- Антисоціальність (2001)
- Мадагаскар, сім місяців хаосу (2002)
- День Індії (2003)
- Підлога без попкорну (2009)
- Лівія: довгий похід за свободою (2011)
- День шахтаря (2013)
- Кіндія 2015 (2013)